# 522466 Auyeung
522466 Auyeung este o planetă minoră (asteroid) din centura de asteroizi. A fost descoperită pe 19 februarie 2010 la Wise Observatory⁠(d) de Wide-field Infrared Survey Explorer⁠(d). 
Obiectul prezintă o orbită caracterizată de o semiaxă mare de 2,7739307279572 UAi, o excentricitate de 0,062530928064024, o înclinație de 15,678755315949 ° în raport cu ecliptica.